# Alexandrino
Alexandrino est le nom d’un château néoclassique situé sur la route de Peterhof à Saint-Pétersbourg en Russie. Il doit son nom au dernier propriétaire d’avant la révolution, le comte Alexandre Dimitrievitch Cheremetiev (1859-1931).

## Histoire
Les terres, du nom à l’époque de Piatkelle, appartiennent au XVIIIe siècle à la sœur de Pierre le Grand, Nathalie Alexeïevna, et sont divisées en deux parties à sa mort en 1716. La partie est comprend un petit manoir encore debout dans les années 1930 et démoli ensuite. La partie ouest est donnée au diplomate Pierre Tolstoï (1645-1729), ancien ambassadeur à Constantinople. Dans les années 1760, ce domaine appartient à un autre diplomate, le comte Ivan Grigorievitch Tchernychev, qui jouit de la confiance de l’impératrice Élisabeth et plus tard de celle de la Grande Catherine. Il fait appel en 1762 à l’architecte français Vallin de La Mothe qui est le représentant majeur du tout nouveau classicisme en Russie.

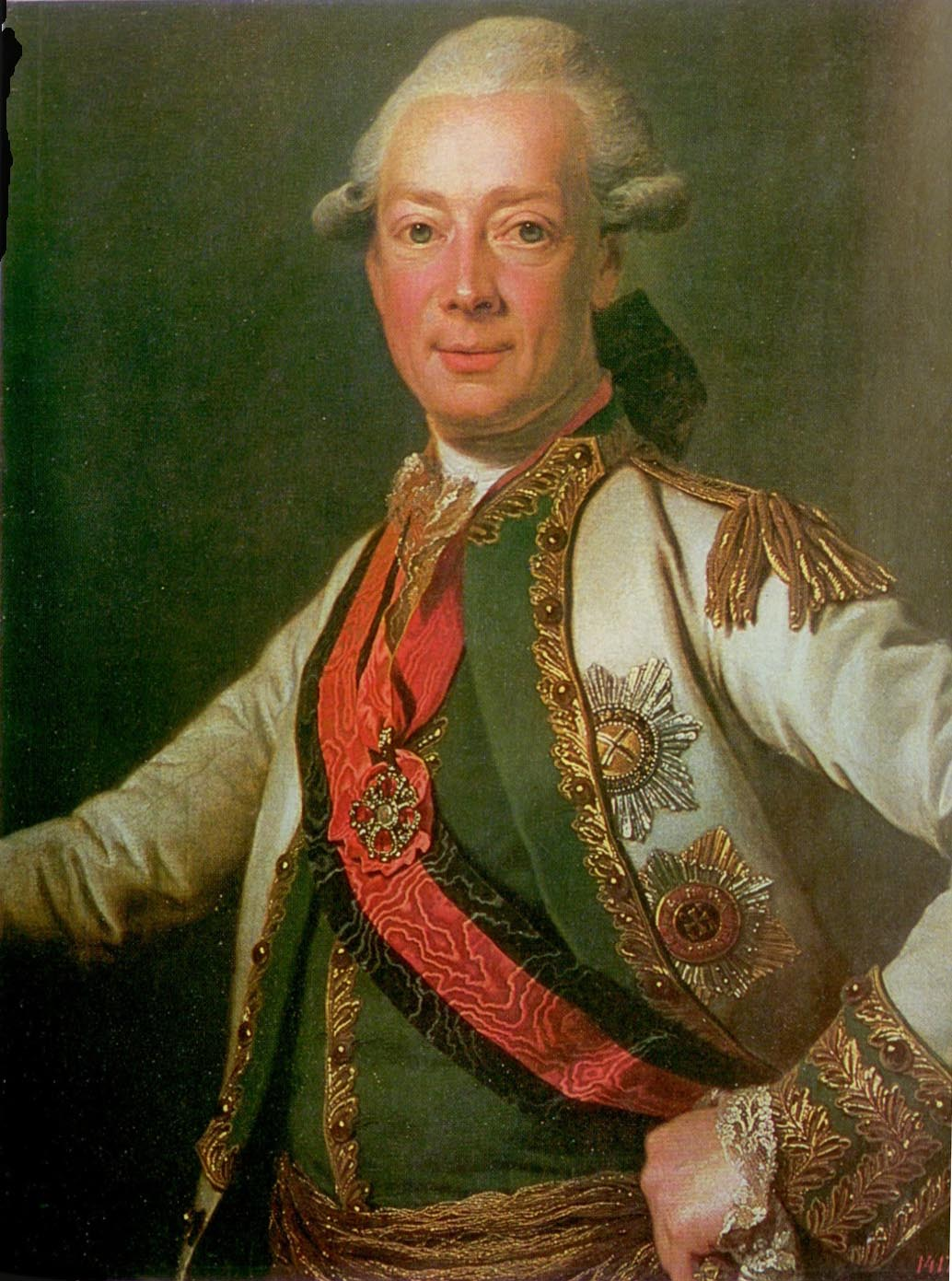
Portrait du comte Ivan Tchernychev

Le château de pierre se présente sous la forme d’un bâtiment néoclassique avec un corps de logis dont la façade est ornée d’un portique tétrastyle à la grecque avec des colonnes d’ordre ionique. Il est flanqué de deux ailes reliées chacune par une galerie au corps de logis et terminées par un pavillon carré à un étage. Le milieu du corps de logis est surmonté d’une coupole dont le tambour octogonal est orné de fenêtres en demi-cercle.

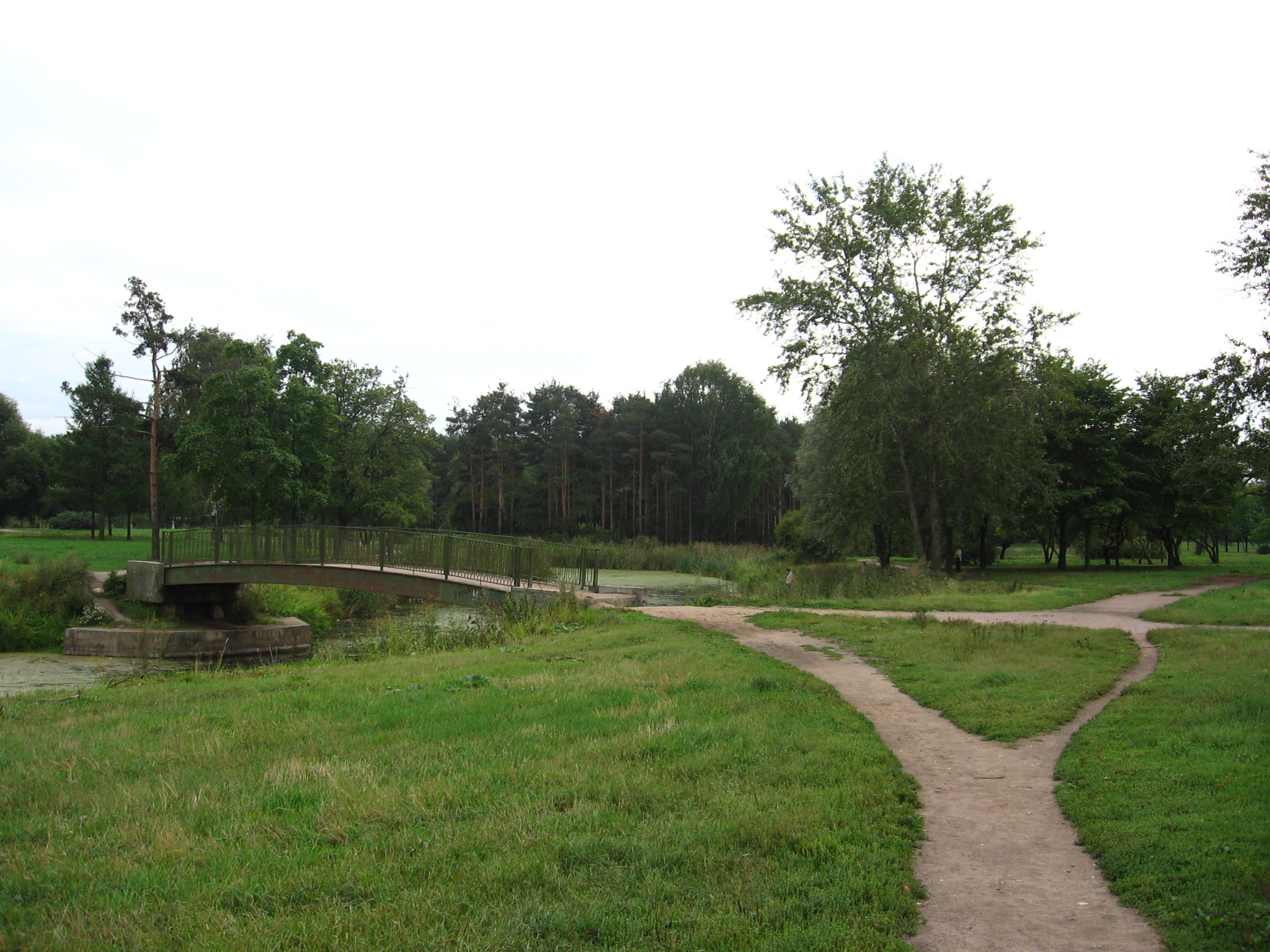
Vue du parc d’Alexandrino

Le château est transformé en lieu d’habitation communautaire après la révolution de 1917. Les grands pièces sont divisées, des cloisons sont construites un peu partout et l’on élève même des animaux de basse-cour dans la salle de bal… La partie orientale du parc est construite de petits immeubles dans les années 1930. Une décennie plus tard, la demeure se trouve en pleine ligne de front pendant le siège de Léningrad et souffre de graves dommages.
Le château est restauré dans les années 1960 par l’architecte M. M. Plotnikov, mais sans retrouver le décor historique intérieur, et les dépendances qui ne sont pas restaurées tombent en ruines.
Le château a été loué pour des tournages de films et de séries télévisées russes dans les années 1990. Il abrite aujourd’hui une école d’art.

## Source
- (ru) Cet article est partiellement ou en totalité issu de l’article de Wikipédia en russe intitulé « Александрино » (voir la liste des auteurs).